# 労働衛生会館
一般財団法人労働衛生会館（ろうどうえいせいかいかん）は、東京都千代田区にある一般財団法人。

従来労働安全衛生法に基づく一般健康診断・特殊健康診断を実施してきたが、最近は労働衛生に関する講習会・研修会を多く主催している。

元厚生労働省所管。

## 概要
- 設立 : 1950年10月16日
- 所在地 : 〒100-0013 東京都千代田区霞が関３丁目５−１ 霞が関IHFビル9階
- 理事長 : 山元雅裕